# Amytornis textilis

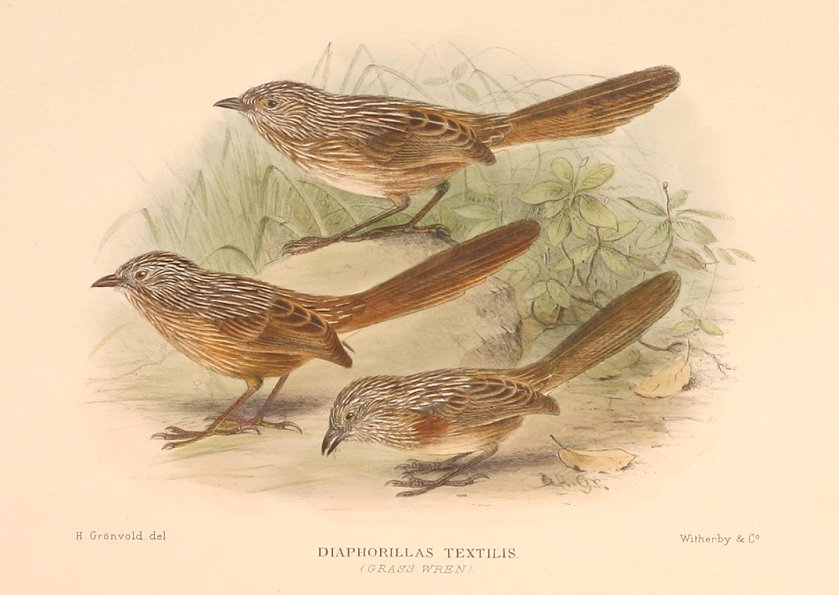
Ilustración de 1910.

El maluro occidental (Amytornis textilis), también conocido como ratona de la hierba picuda, es una especie de ave paseriforme de la familia Maluridae endémica del sur y oeste de Australia. Anteriormente se consideraba conespecífico del maluro picogordo (Amytornis modestus).

## Descripción
El maluro occidental es un pájaro pequeño y tímido, principalmente terrestre. Tiene un plumaje marrón finamente rayado de blanco y negro, y una cola larga y delgada. Los machos son ligeramente más grandes que las hembras. Los machos adultos llegan a pesar 22 a 27 g, y las hembras 20 a 25 g. Las hembras desarrollan distintivos manchas castañas en sus flancos por debajo de sus alas en su primer a segundo mes de edad. Se encuentran generalmente en grupos de dos o tres.

## Descubrimiento
La especie, el género realmente, fue recolectada por primera vez en 1818 en la península de Perón de la bahía Shark, en el noroeste de Australia Occidental, por Jean René Constant Quoy y Joseph Paul Gaimard, naturalistas de una expedición de exploración circunnavegacional de Louis de Freycinet en la corbeta francesa Uranie. Aunque la muestra original se perdió, al parecer, con el naufragio del Uranie en las islas Malvinas, había sido ilustrada por Jacques Arago, el artista de la expedición, y descrita (como Malurus textilis) por Dumont en 1824.

### Subespecies
Las subespecies reconocidas son:
- A. t. textilis (Dumont, 1824), en la bahía Shark, Australia Occidental;
- A. t. myall (Mathews, 1916), en la cordillera Gawler, Australia Meridional; y,
- A. t. macrourus † (Gould, 1847), habitaba en el sudoeste de Australia, ahora extinta.

Otras subespecies descritas de dudosa validez incluyen:
- †A. t. carteri (Mathews, 1917), en la isla Dirk Hartog, ahora extinta; y,
- †A. t. giganturus (Milligan, 1901), población del interior norte de la zona árida con matorrales del género Chenopodium, ahora extinta.

## Distribución y hábitat
En algún momento la especie aparecía durante la mayor parte del suroeste de Australia, con subespecies periféricas en la cordillera Gawler de Australia Meridional. La distribución de la subespecie nominal, que solía habitar lugares del interior, se ha extendido hacia el oeste hasta la región de la bahía Shark desde 1910. La causa probable es la disminución de la calidad del hábitat como consecuencia del excesivo pastoreo, lo que ha reducido la disponibilidad de cobertura y sitios de anidación. Su hábitat preferido son matorrales de climas semiáridos, frecuentemente dominados por Acacia, no más de un metro de altura, y densos matorrales.
La subespecie del sudoeste australiano (A. t. macrourus) está ahora extinta. Su hábitat preferido era los densos matorrales en una variedad de eucaliptos.

## Estado de conservación
El tamaño de la población de la subespecie nominal (A. t. textilis) ha estimado hasta 21 500 especímenes en una superficie de 20 000 km², con una superficie ocupada de 1200 km². La población cuenta con un gran subpoblación dentro del parque nacional Francois Peron y una segunda subpoblación que consta de varios grupos disjuntos en tierras de pastoreo cercanas. La duración de la generación se ha estimado en cuatro años. Aunque la subespecie ha sufrido una severa reducción en la distribución y la disminución de la población en el pasado, la población restante está sana y estable, y no se considera para su inclusión en la Ley de Protección del Medio Australia y Conservación de la Biodiversidad de 1999 (EPBC).
La subespecie de la cordillera Gawler (A. t. myall) tiene una población estimada de unos 8400 especímenes maduros, con una superficie de 12 000 km² y un área ocupada de 600 km². Su duración de la generación se ha estimado en 9.7 años y la tendencia poblacional es la disminución.